# Karel Maria Raimund z Arenbergu
Karel Maria Raimund vévoda z Arenbergu (francouzsky Charles Marie Raymond duc d'Arenberg, d'Aerschot et de Croy, prince de Porcean et de Rebecq, comte de Seneghem, 1. dubna 1721, Enghien – 17. srpna 1778, Enghien) byl polní maršál císařské armády. Se střídavými úspěchy se zúčastnil dynastických válek v Evropě 18. století a v roce 1766 dosáhl hodnosti polního maršála. Po otci byl dědicem titulu vévody a majitelem statků v Belgii.

## Kariéra
Pocházel ze šlechtického rodu Arenbergů, narodil se jako starší ze dvou synů polního maršála čtvrtého vévody z Arenbergu, Leopolda Filipa a jeho manželky Marie Francescy Pignatelliové (1696–1766).  
Od mládí sloužil v císařské armádě, pod otcovým velením se zúčastnil války o rakouské dědictví a již v roce 1746 dosáhl hodnosti generálního polního vachtmistra (respektive generálmajora). V roce 1748 se zúčastnil obrany Maastrichtu proti Francouzům. V roce 1755 obdržel hodnost polního podmaršála. Na počátku sedmileté války bojoval v bitvě u Štěrbohol (1757), poté se podílel na vytlačení pruské armády z Čech. V roce 1757 získal Řád zlatého rouna a v roce 1758 byl dekorován velkokřížem Řádu Marie Terezie. V nové hodnosti polního zbrojmistra (1758) se zúčastnil dalších bojů v Německu a jako velitel pravého křídla rakouské armády se vyznamenal v bitvě u Hochkirchu (1758). V tažení v roce 1759 dostal samostatné velení armádního sboru, byl ale poražen u Drážďan a v roce 1760 utrpěl vážné zranění v bitvě u Torgau. Následky zranění jej vyřadily z další aktivní služby a armádu opustil. V roce 1766 byl povýšen do hodnosti polního maršála a stal se členem tajné rady. 

### Manželství a potomstvo
Dne 18. června 1748 se v Paříži oženil s Luisou Marií de La Marck, hraběnkou ze Schleidenu.
- 1. Františka Marie Tereza (2. 7. 1749 Brusel – 31. 3. 1751 tamtéž)[5]
- 2. Ludvík Engelbert (3. 8. 1750 Brusel – 7. 3. 1820 tamtéž), 6. vévoda z Arenbergu a 12. vévoda z Aarschotu[6]
⚭ 1773 Louisa Antoinetta de Brancas-Villars (23. 11. 1755 Paříž – 10. 8. 1812 tamtéž), hraběnka z Lauragais[7]
- 3. Marie Františka Leopoldina (31. 7. 1751 Brusel – 26. 8. 1812 Praha)[5]
⚭ 1781 hrabě Josef Mikuláš z Windisch-Grätze (6. 12. 1744 Vídeň – 24. 1. 1802 Štěkeň)[8]
- 4. Marie Flore (25. 6. 1752 Brusel – 15. 4. 1832 tamtéž)[5]
⚭ 1771 Wolfgang d'Ursel (28. 4. 1750 Brusel – 17. 5. 1804), 3. vévoda d'Ursel a z Hobokenu[5]
- 5. August (30. 8. 1753 Brusel – 26. 9. 1857 tamtéž), hrabě de la Marck[9]
⚭ 1774 Marie-Françoise Le Danois (3. 9. 1757 – 12. 9. 1810)[5]

- 6. Karel Josef (18. 4. 1755 – 28. 5. 1755)[5]
- 7. Ludvík Maria (19. 2. 1757 Brusel – 30. 3. 1795 Řím)[10]
I. ⚭ 1788 Anne de Mailly-Nesle (1766 – 24. 12. 1789)[5]
II. ⚭ 1792 Jelizaveta Borisovna Šachovskaja (29. 11. 1773 – 2. 10. 1796)[11]

- 8. Marie Luisa (29. 1. 1764 Brusel – 1. 3. 1835 Vídeň)[12]
⚭ 1781 Ludvík ze Starhembergu (12. 3. 1762 Paříž – 2. 9. 1833 Dürnstein), 2. kníže ze Starhembergu, diplomat a velvyslanec[13]